# Маркеш, Мартин
Марти́н Алеша́ндру Ко́шта Ма́ркеш (порт. Martim Alexandre Costa Marques; род. 11 февраля 2004, Вила-Нова-ди-Гая, Порту) — португальский футболист, защитник клуба «Лугано».

## Клубная карьера
Маркеш — воспитанник клуба столичного «Спортинга». В 2022 году он дебютировал за дублирующий состав в Третьей лиге Португалии. Летом 2023 году Маркеш перешёл в швейцарский «Лугано». 27 сентября в матче против «Лозанны» он дебютировал в швейцарской Суперлиге. 30 сентября в поединке против «Винтертур» Мартин забил свой первый гол за «Лугано». 

## Международная карьера
В 2023 году Маркеш в составе юношеской сборной Португалии принял участие в молодёжном чемпионате Европы на Мальте. На турнире он сыграл в матчах против сборных Польши, Мальты, Норвегии и дважды Италии.